# Daniel Singer
Daniel Singer (ur. 26 września 1926 w Warszawie, zm. 2 grudnia 2000 w Paryżu, Francja) – francuski dziennikarz pochodzący z rodziny polskich Żydów, znany z felietonów publikowanych w amerykańskim The Nation i brytyjskim The Economist. Uważany jest za jednego z czołowych teoretyków luksemburgizmu.

## Życiorys

### Dzieciństwo
Urodził się w rodzinie zasymilowanych Żydów, dziennikarza Bernarda Singera i jego żony Estery, która pracowała jako nauczycielka. Matka Daniela Singera była zwolenniczką marksizmu i jej poglądy były zdecydowanie lewicowe, przyjaźniła się z Izaakiem Deutscherem, swojego syna od najmłodszych lat zapoznawała z teoriami Karola Marksa i Róży Luksemburg. W połowie lat 30. XX wieku Bernard Singer znalazł dobrze płatne zatrudnienie, jego żona zrezygnowała wówczas z pracy, a syn chodził do szkoły, gdzie był jedynym Żydem, wkrótce też przeprowadzili się z dzielnicy żydowskiej do lepszego mieszkania w innej części miasta.

### Emigracja
W czasie ataku III Rzeszy na Polskę Daniel Singer z matka i siostrą przebywali w południowej Francji, natychmiast wyjechali do Paryża planując powrót do Warszawy, ale okazał się to niemożliwe. Po wkroczeniu hitlerowców do stolicy Francji przenieśli się do Angers, gdzie Daniel zaczął naukę w liceum, następnie przeprowadzili się do Tuluzy, a później do Marsylii. W pierwszych dniach sierpnia 1942, gdy Daniel przebywał na wsi, francuska policja przyszła aresztować jego matkę i siostrę, ale siostra wyskoczyła przez okno z mieszkania na drugim piętrze i trafiła do szpitala. Dzięki pomocy ruchu oporu udało im się przedostać do Szwajcarii, gdzie Daniel rozpoczął studia filozoficzne na Uniwersytecie Genewskim. Pod koniec 1944 opuścił Genewę i przedostał się do Londynu, gdzie od roku przebywał jego ojciec, który wcześniej przebywał w radzieckim łagrze. Kontynuował studia na University of London i uzyskał tytuł bachelor’s degree w dziedzinie ekonomii.

### Kariera zawodowa
W 1948 dzięki wstawiennictwu Izaaka Deutschera rozpoczął pracę w The Economist, a rok później w New Statesman. Jego praca koncentrowała się na komentowaniu sytuacji politycznej w Polsce, Związku Radzieckim i Europie Wschodniej, przepracował w The Economist dziewiętnaście lat, występował również w radio i telewizji m.in. BBC i kanadyjskiej CBC. W 1956 poślubił francuską doktorantkę Jeanne Kerel, absolwentkę London School of Economics, niestety po dwóch latach rozstali się ogłaszając separację. W maju 1958 redakcja The Economist wysłała Daniela Singera do Paryża w charakterze stałego korespondenta, mieszkał tam do końca życia. Początkowo pracował jedynie dla The Economist, ale w 1970 w wyniku sporu na tle politycznym zakończył współpracę i związał się zawodowo z amerykańskim The Nation. Pisał również dla The Times Literary Supplement, The Tribune, Monthly Review, New Statesman, The International Socialist Review, a także występował w programach publicystycznych BBC. Ceniono go za obiektywizm, wypowiadał dość śmiałe poglądy, krytykował postępowanie Charlesa de Gaullea, François Mitterranda oraz Francuską Partię Komunistyczną, entuzjastycznie komentował wydarzenia z maja 1968.
Zmarł w 2000 na raka płuc, po jego śmierci powstała „Daniel Singer Millennium Prize Foundation”, która co roku przyznaje nagrodę 2500,00 dolarów dziennikarzowi, którzy stworzy felieton utrzymany w duchu Daniela Singera.

## Poglądy
Twórczość Daniela Singera zawsze dotyczyła polityki, szczególnie pasjonowały go przemiany polityczne zachodzące zarówno w Europie Wschodniej, jak i we Francji gdzie mieszkał od 1958. Pomimo że przez całe życie otwarcie deklarował się jako socjalista jawnie krytykował ZSRR. Jego poglądy zawierały idee anarchizmu, trockizmu, ale najbardziej odbijał się w nich marksizm i tzw. luksemburgizm. Sprzeciwiał się kapitalizmowi uważając, że podąża ku samozniszczeniu, ale ostatecznie epokę tą zakończy rewolucja. Potępiał stalinizm, podobnie jak był przekonany, że to Francuska Partia Komunistyczna pomogła de Gaulle dojść do władzy w 1958, a utrata jej poparcia odsunęła go z zajmowanego stanowiska.

## Książki
- Prelude to Revolution (1970);
- The Road to Gdansk (1981);
- Is Socialism Doomed? (1988);
- Whose Millennium? (1999);
- Deserter from Death (2005).